# Плажа Казино
Плажа Казино (португалски: Praia do Cassino) је најдужа морска плажа на свету и налази се на најјужнијем делу бразилске обале, на јужном Атлантском океану, у држави Рио Гранде до Сул. Тврди се да је то најдужа непрекидна пешчана обала на свету, а различити извори је мере од 212 до 254 километра, протеже се од лукобрана на улазу у морску луку Рио Гранде на северу до ушћа потока Чуи, на граници са Уругвајем, на југу. Због парадокса обале, тешко је одредити и њену дужину, као и њен проглашени статус најдуже плаже на свету, јер резултујућа мерења у великој мери зависе од резолуције при којој је плажа снимљена. Што се прецизније мере углови и пукотине дате плаже, то ће плажа неизбежно постати дужа.

## Етимологија
Реч „cassino“, на бразилском португалском, дословно значи „казино“. Плажа се зове „Казино плажа“ јер су туристи, историјски гледано, могли да се коцкају и играју разне игре попут покера, крепса и блекџека у луксузним хотелима са погледом на плажу и Атлантик.

## Историја
Плажа Казино је позната као најстарија и најпопуларнија јавна плажа у Бразилу, која датира још из 1890. године. Подручје је развила компанија Suburban Mangueira као туристичку дестинацију. Директор компаније (Антонио Кандидо Секеира) и његови инвеститори су уз помоћ државне владе стекли земљиште и плажу, дебитујући са туристичким комплексом 26. јануара 1890. године. Временом је овај туристички центар постао веома популаран, а велике компаније су биле заинтересоване да улажу у њега. У то време, Бразилци углавном европског порекла (претежно немачког, енглеског, португалског и италијанског) често су путовали на плажу да уживају у мору, коцкају се у казинима и опуштају се у луксузним хотелима. Прогон Италијана и Немаца током Другог светског рата, и каснија забрана рулета 1948. године, имали су трајан утицај на економију региона. Међутим, у модерно доба, подручје плаже  је доживело поновни пораст локалне популарности.
12. новембра 1966. године, током потпуног помрачења Сунца видљивог са плаже Казино, научници НАСА-е и америчка војска лансирали су неколико ракета како би проучили горње слојеве атмосфере.
Плажа Казино је проглашена за најдужу плажу на свету од стране Гинисове књиге рекорда 1994. године.
На овој плажи се одржава највећа ултрамаратонска трка на свету, Казино Ултра трка. Маратон је трка на дуге стазе у којој учесници прелазе раздаљину од 230 км преко песка, мада се може трчати и 73 км и 135 км. Почиње на Плажи Бара дел Чуи и завршава се на Плажи Казино.

## Туризам
Око 150.000 туриста посети ову плажу сваке године. Током лета, посебно од децембра до јануара, број туриста који посећују ово место се повећава. Туристи се могу видети како учествују у разним активностима, укључујући пливање и сурфовање. Ова плажа је дом највећег броја фока на свету. Многи туристи посећују ове фоке чамцем.

## Туристичке атракције

### Западни мол
На крајњој тачки плаже, изграђен је мол од тона камења, који улази у отворено море. Његово формирање, заједно са источним молом, на другој страни пловидбеног канала, штити улазак и излазак бродова у Рио Гранде. На источном молу је могуће узети колица, покретана једрима, која полако клизе дуж шина у океан док не стигну до куле светионика. Путовање траје око 20 минута и покрива дужину од 4,3 километра. Успут можете имати среће да видите делфине и гњурце.
У одмаралишту се одржава карневал који окупља стотине људи, а неколико карневалских група улепшава овај одмаралишни крај.

### Насукани брод
Шеснаест километара од центра плаже Казино према Чуију, брод Алтаир је насукан на ивици плаже од јуна 1976. године, након што се суочио са јаком олујом.

### Јеманџина статуа
Ова скулптура се налази испред мора на улазу у авенију Рио Гранде. Уметник је био Рио-Грандио Ерико Гоби, који је направио ову скулптуру од цемента.

## Галерија
- Плажа
- Туристи у области плаже
- Возила за превоз чамаца
- Роштиљ на плажи
- Брод Алтаир